# マネー (ミシシッピ州)
マネー（英語: Money）は、アメリカ合衆国ミシシッピ州レフロア郡の非法人地域コミュニティ。ミシシッピ・デルタ地域、グリーンウッド近郊に位置する。ヤズー川の支流タラハチー川と、並行する鉄道の間に広がる。
マネーの人口は100人未満で、1950年代に絹糸工場が稼働していた頃の400人から減少している。マネーはグリーンウッド小都市圏に属している。
1955年に黒人のエメット・ティルがリンチされる事件が起きた場所として知られている。

## 歴史
名前はミシシッピ州選出の上院議員、ヘルナンド・マネーに由来する。
かつてはヤズー・アンド・ミシシッピ・バレー鉄道の停車駅があった。この地域は綿花栽培のために開発された。1900年の人口は40人で、郵便局は1901年に開設された。
1955年、シカゴから叔父を訪ねてきた14歳のアフリカ系アメリカ人の少年エメット・ティルは、マネーにあるブライアントの食料店で働いていた白人女性に口笛を吹いて誘惑したとして、リンチされた後に殺害される事件が発生した。今日、食料店の前には歴史的記念碑が設置され、多くの「観光客」が訪れる。一方で事件の発端となった元ブライアントの食料店は所有者（ティル殺害犯に無罪判決を下した陪審員の子孫）が保全に否定的な態度をとっており、2018年までに「ほとんど残っていない」ほど荒廃している。

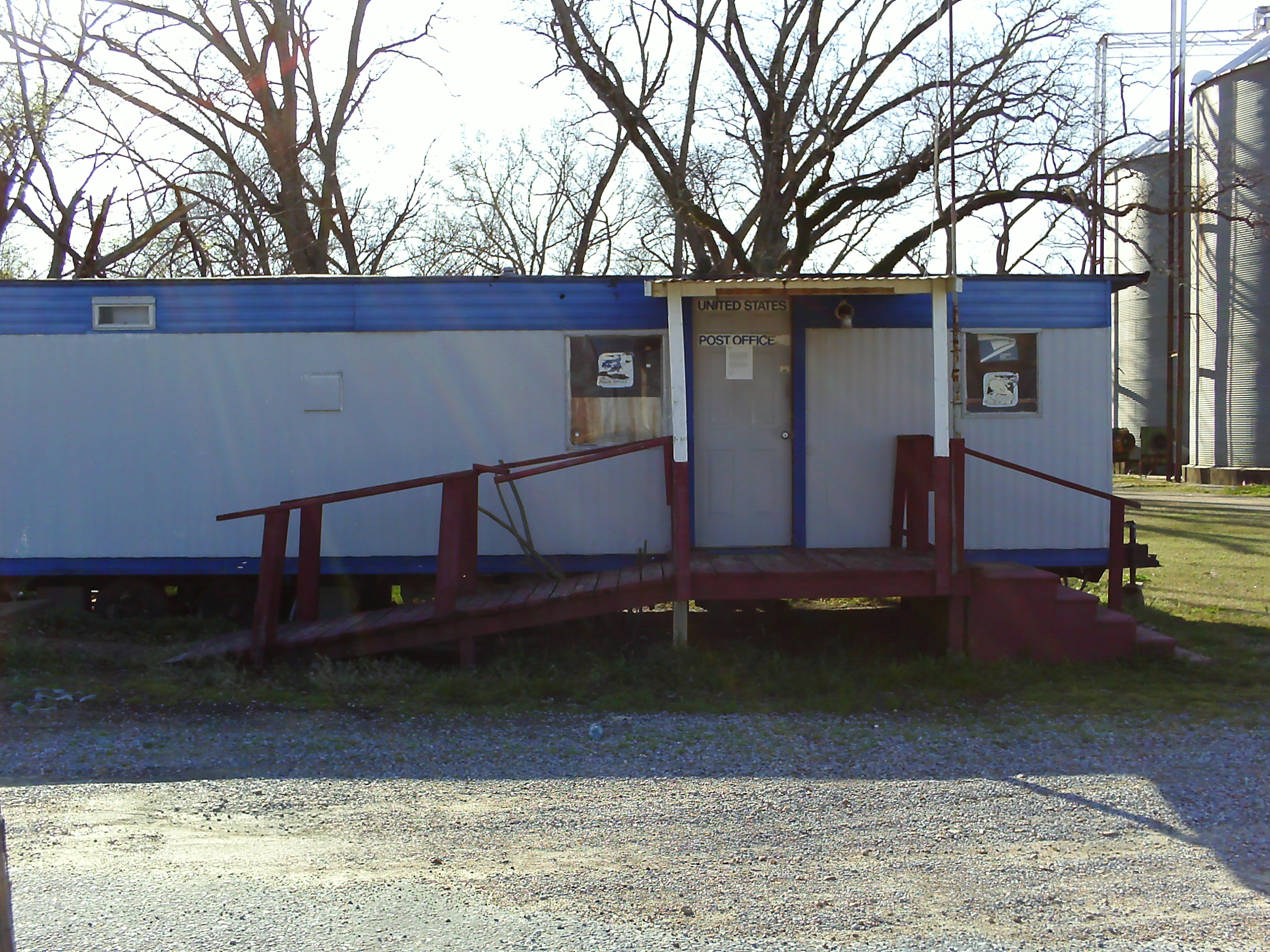
マネー郵便局の廃墟
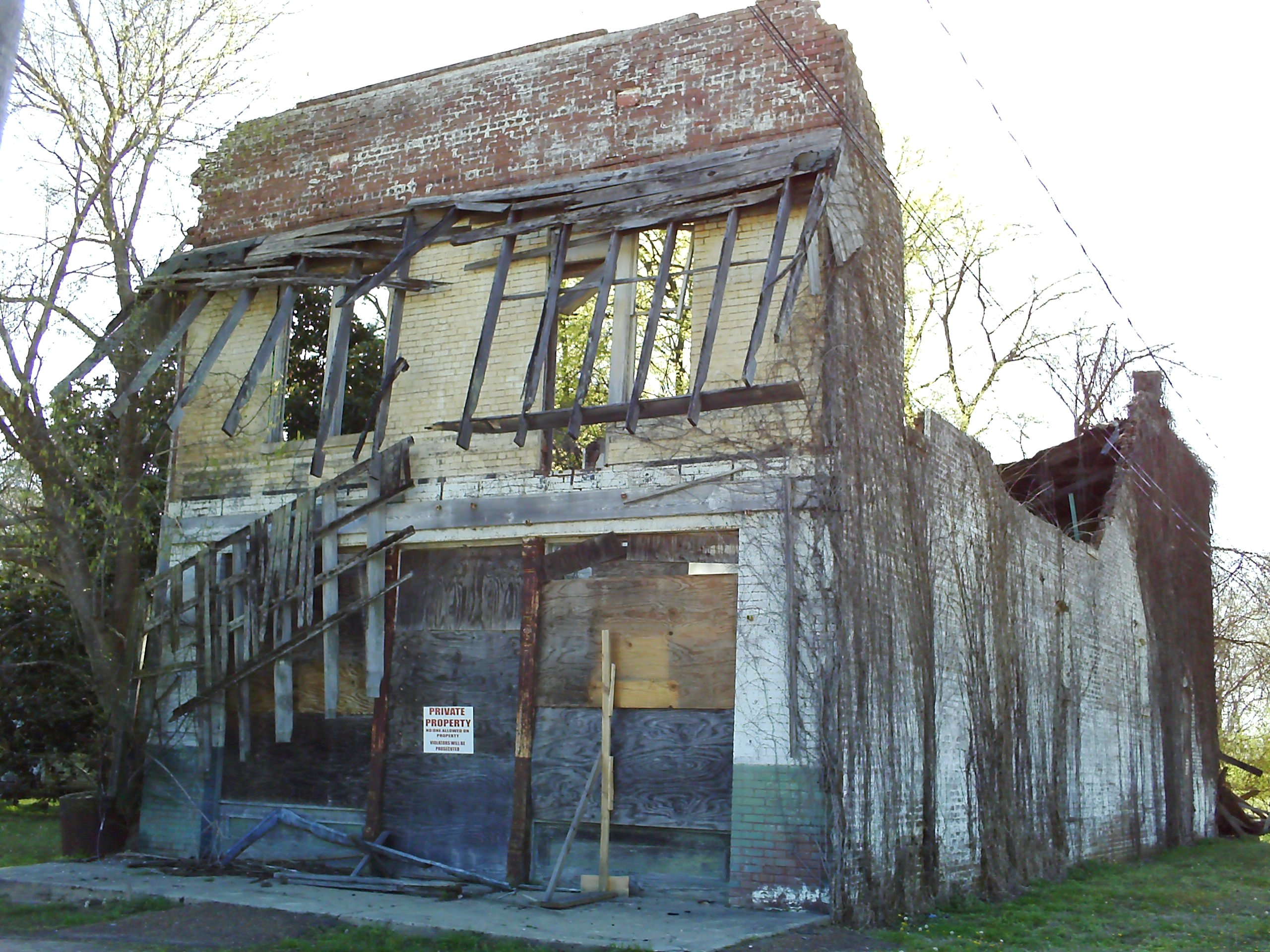
ブライアントの食料店（2009年撮影）
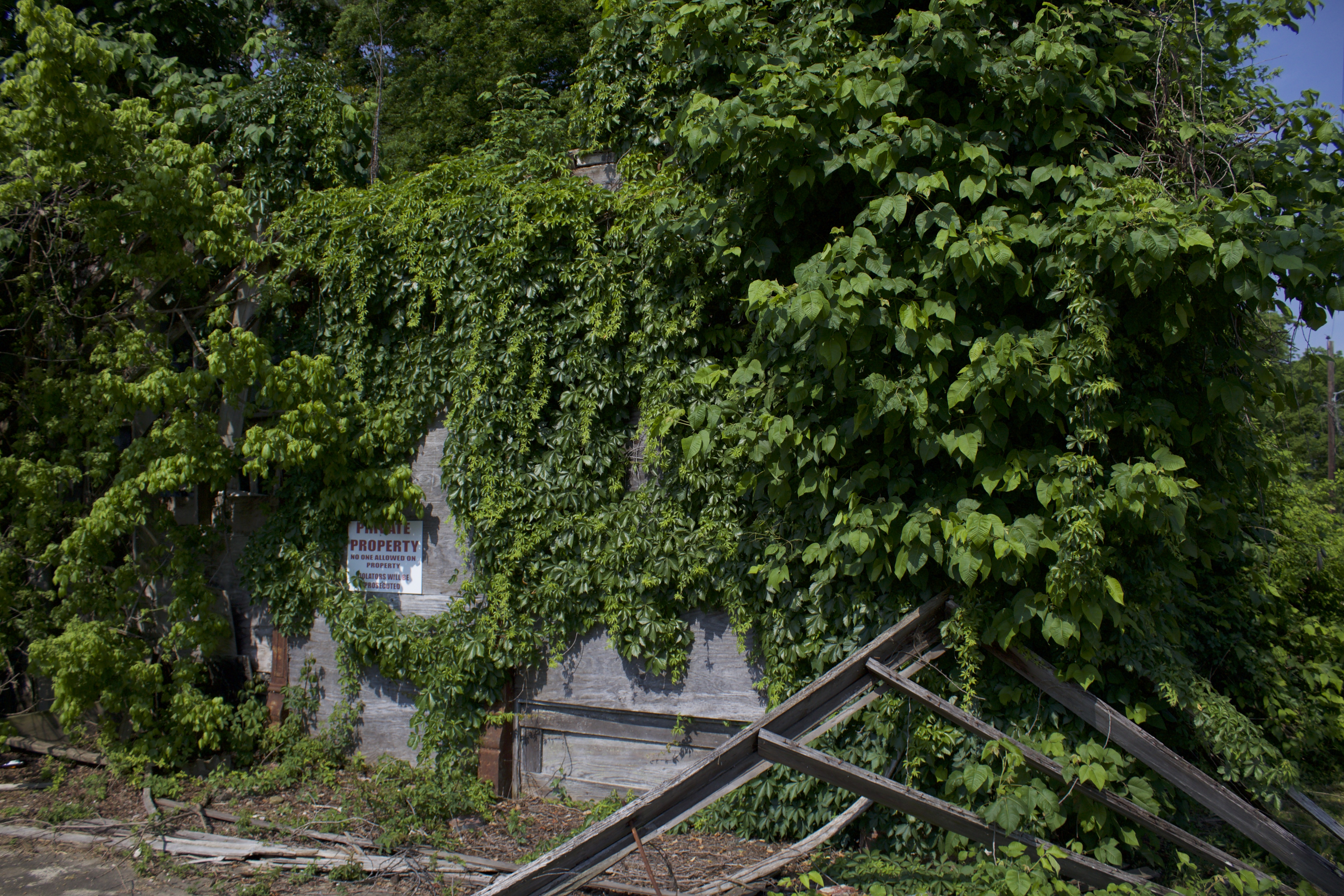
ブライアントの食料店（2018年撮影）

## 交通
現在、ヤズー・アンド・ミシシッピ・バレー鉄道の路線はカナディアン・ナショナル鉄道が保有しており、アムトラックによって運行されるシティ・オブ・ニューオーリンズ（シカゴとニューオーリンズを結ぶ）がマネーを通過する。最寄り駅は南に11マイル (18 km)のグリーンウッド。

## 教育
かつてはレフロア郡学区に属していたが、2019年7月1日にグリーンウッド公共学区と合併しグリーンウッド・レフロア統合学区となっている。住民はアマンダ・エレジー高等学校の学区に属している。

## 大衆文化におけるマネー
タハラチー川に架かる木製の橋は、ボビー・ジェントリーの1967年のヒット曲『Ode to Billie Joe』の主題となった。1967年11月10日発行のライフ誌には、橋を渡るジェントリーの写真が掲載された。この橋は1972年6月に破壊されたが、その後架け替えられた。
パーシヴァル・エヴェレットの小説『The Trees』はマネーを舞台としており、エメット・ティルの殺人容疑者の家族が関与した、同一パターンを辿る一連の謎の殺人事件を描いている。

## 出身人物
- リチャード・ハーニー（英語版） - デルタ・ブルースのギター、ピアノ演奏者[11]
- ジェームズ・シェーファー（英語版） - 宗教指導者、センテナリアン
- ウィリー・ホワイト - オリンピック選手[12]